# Теодор Камманн
Теодор Камманн (нім. Theodor Cammann) — німецький льотчик-ас, оберлейтенант Імперської армії.

## Біографія
Учасник Першої світової війни. 9 грудня 1917 року почав літати у складі 2-ї винищувальної ескадрильї, маючи на своєму рахунку одну перемогу (інформація про частину, у складі якої вона була здобута, відсутня). З 11 по 26 січня 1918 року був заступником командира ескадрильї. 21 лютого 1918 року направлений у 74-ту винищувальну ескадрилью. 18 березня 1918 року призначений командиром ескадрильї і залишався на цій посаді до кінця війни. 22 серпня 1918 року, наступного ж дня після повернення до ладу з п'ятитижневої відпустки, зазнав бойового поранення. Повернувся до ескадрильї 1 жовтня 1918 року, після чого здобув ще три перемоги.
Всього за час бойових дій здобув 12 перемог.

## Нагороди
- Залізний хрест 2-го і 1-го класу